# The Tyranny of Will
The Tyranny of Will è il secondo album degli Iron Reagan.

## Tracce
1. Tyranny of Will – 2:04
2. I Won't Go – 1:27
3. Eyeball Gore – 1:02
4. Close to Toast – 1:50
5. Bet on Black – 0:25
6. Miserable Failure – 2:15
7. The Living Skull – 0:42
8. In Greed We Trust – 1:15
9. Glocking Out – 0:11
10. Rat Shit – 1:41
11. U Lock the Bike Cop – 0:33
12. Broken Bottles – 2:08
13. Bleeding Frenzy – 1:32
14. Bored to Death – 0:52
15. Class Holes – 1:39
16. Obsolete Man – 1:38
17. Nameless – 1:00
18. Exit the Game – 1:33
19. Your Kid's an Asshole – 0:12
20. Patriotic Shock – 0:20
21. Bill of Fights – 1:46
22. Consensual Harassment – 0:31
23. Just Say Go – 0:50
24. Four More Years – 4:01
25. The Sentence Is Death (Bonus track) – 1:15

## Formazione
- Tony Foresta – voce
- Mark Bronzino – chitarra
- Phil Hall – chitarra
- Rob Skotis – basso
- Ryan Parrish – batteria